# دیوندیوش‌اوروسی
دیوندیوش‌اوروسی (به مجاری:  Gyöngyösoroszi) یک شهرداری در مجارستان است که در ناحیه دیوندیوش واقع شده‌است. دیوندیوش‌اوروسی ۱٬۵۲۵ نفر جمعیت دارد.